# Sanjay Gandhi
Sanjay Gandhi (Nuova Delhi, 14 dicembre 1946 – Nuova Delhi, 23 giugno 1980) è stato un politico indiano.
Membro della dinastia Nehru-Gandhi, svolse un ruolo preminente durante l'Emergenza degli anni 1975-1977. Destinato a succedere alla madre Indira Gandhi come capo del partito del Congresso Nazionale Indiano, morì prematuramente in un incidente aereo. Il fratello maggiore Rajiv prese il suo posto come erede politico della madre e le succedette come Primo Ministro dell'India dopo la morte di quest'ultima.

## Biografia

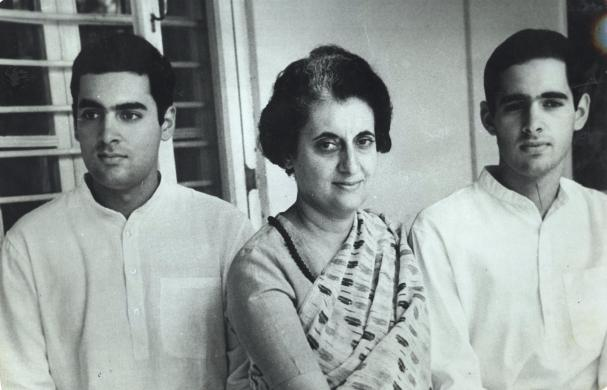
Rajiv, Indira e Sanjay Gandhi

Sanjay nacque a Nuova Delhi, il 14 dicembre 1946, secondogenito di Indira Gandhi e Feroze Gandhi. Come suo fratello maggiore Rajiv Gandhi, Sanjay studiò prima presso la Welham Boys School e poi alla Doon School a Dehradun. Sanjay non frequentò il college, ma entrò nel campo dell'ingegneria automobilistica e svolse un apprendistato di tre anni presso la Rolls-Royce a Crewe in Inghilterra.
Si sposò il 23 settembre 1974 con Maneka Anand.

### Il caso Maruti Motors
All'inizio degli anni settanta, il governo di Indira Gandhi propose la produzione di una "People's car": un'automobile che gli indiani della classe media potessero permettersi.
Nel frattempo Sanjay era divenuto presidente della "Maruti Motors Limited", un'azienda che produceva automobili. Nonostante non avesse precedenti esperienze nel design automobilistico, l'appalto e la licenza esclusiva di produzione dell'auto furono assegnati proprio alla Maruti.
Indira subì forti critiche per questa decisione, ma la guerra col Bangladesh, e la conseguente vittoria sul Pakistan, smorzarono le polemiche.
La società non fu in grado di produrre alcun veicolo fatta eccezione per un modello di prova presentato nel 1972. Nel 1974 la società dichiarò che l'auto era pronta per essere lanciata. Nel 1975 fu dichiarata l'Emergenza, Sanjay assunse un ruolo di primaria importanza e il progetto Maruti passò in secondo piano.
La Commissione Shah, istituita dal governo indiano nel 1977 per indagare sugli eccessi commessi durante l'Emergenza, fornì un rapporto molto critico sull'affare Maruti. Un anno dopo la morte di Sanjay, nel 1980, per volere di Indira, il governo salvò la Maruti Motors e si mise alla ricerca di qualche imprenditore che ne prendesse le redini. L'azienda giapponese Suzuki fu contattata e si mise all'opera per produrre la prima People's Car in India, la Maruti 800 che fu annunciata il 14 dicembre 1983.

### Ruolo durante l'Emergenza
Nel 1974, le proteste e gli scioperi guidati dall'opposizione furono l'effetto di diffuso malcontento in molte parti del paese e colpirono gravemente il governo e l'economia. Il 25 giugno 1975, dopo una condanna per abuso d’ufficio nelle elezioni del 1971, Indira Gandhi dichiarò l'emergenza nazionale: rinviò le elezioni, censurò la stampa e sospese le libertà costituzionali in nome della sicurezza nazionale. I governi federali non appartenenti al Congresso furono licenziati. Migliaia di persone furono arrestate, tra cui attivisti e avversari politici che si erano schierati contro l'Emergenza.
Nel clima politico estremamente teso dell'Emergenza, Sanjay Gandhi assunse una crescente importanza come consigliere di Indira, sua madre. Con la defezione di alcuni fedelissimi, l'influenza di Sanjay su Indira e sul governo aumentò drammaticamente, nonostante non assunse mai una posizione ufficiale. Secondo Mark Tully, "La sua inesperienza non gli impedì di usare i poteri draconiani che sua madre, Indira Gandhi, prese per terrorizzare l'amministrazione, istituendo quello che fu, in effetti, uno stato di polizia."
Durante l'Emergenza, governò di fatto l'India insieme a conoscenti e amici. Dichiarò che avrebbe sviluppato un programma di cinque punti:
- Alfabetizzazione
- Limitazione demografica
- Abbellimento del paese (rimozione degli slum e riforestazione)
- Abolizione del sistema delle caste
- Abolizione delle doti

I cinque punti di Sanjay furono accorpati ai venti di Indira per formare un programma omogeneo.

#### La Jama Masjid e la demolizione dello slum

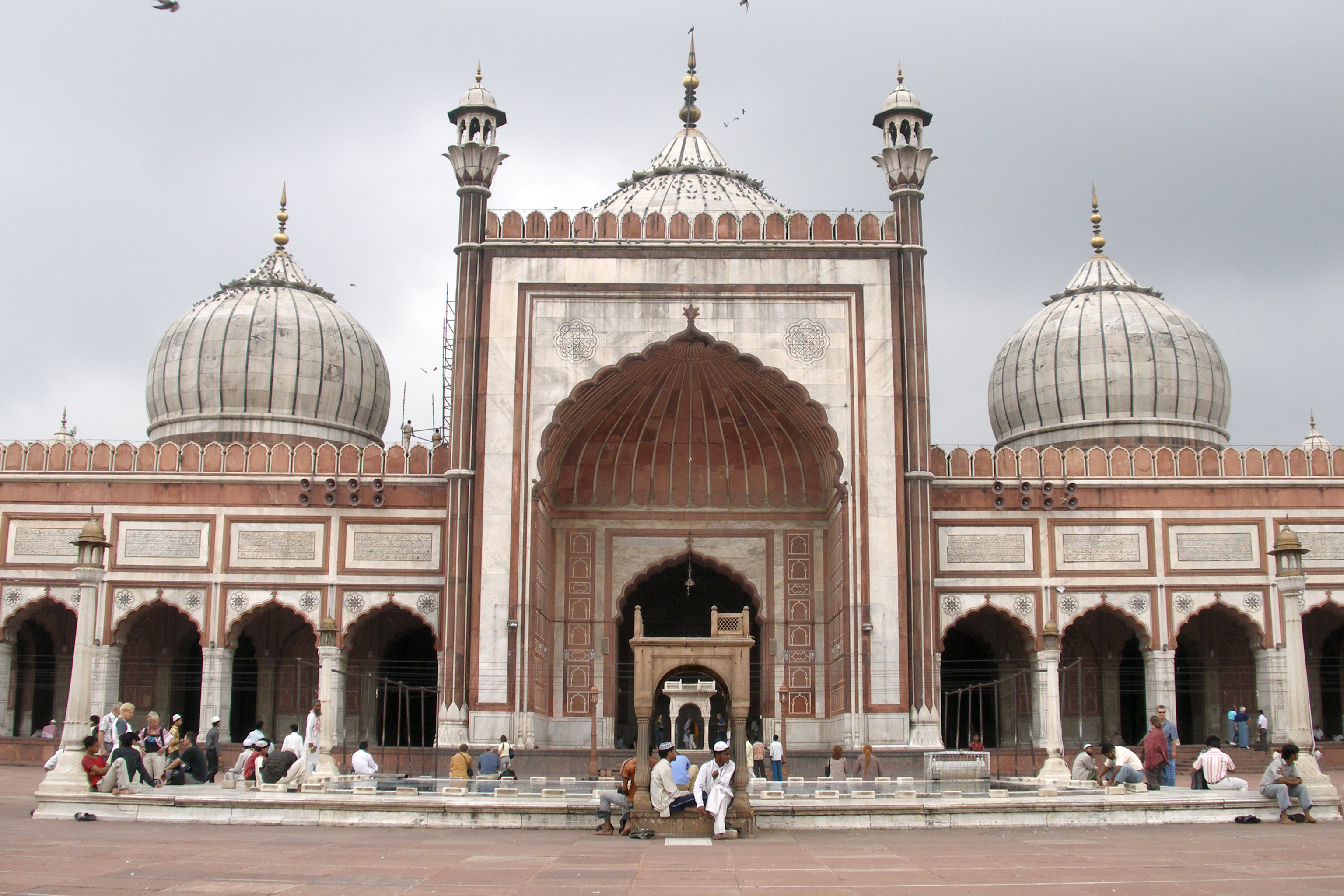
La Jama Masjid

Nell'aprile 1976, Sanjay Gandhi, accompagnato da Jagmohan, il vicepresidente della Delhi Development Authority (DDA), stava svolgendo una visita alla città vecchia di Delhi. Fermatosi nei pressi della Porta Turkman, espresse irritazione per l'ammasso di baracche che si frapponeva tra la porta stessa e la Jama Masjid. Sanjay asserì che la moschea avrebbe dovuto essere visibile dalla porta senza che lo slum rovinasse la visuale.
Il 13 aprile 1976, una squadra della DDA iniziò a radere al suolo la baraccopoli con l'utilizzo di bulldozer. Il 19 aprile, mentre la demolizione era ancora in corso, gli abitanti dello slum insorsero. La polizia reagì alla rivolta, provocando almeno 150 morti.
Oltre 70 000 persone furono sfollate e trasferite a spese dello stato in un nuovo sito abitativo sulla riva opposta dello Yamuna.
Durante l'Emergenza, episodi simili accaddero ad Agra, Varanasi e Bombay ma la rigida censura attiva in quel periodo impedì alla popolazione di venire a conoscenza di questi fatti.

#### Il programma di sterilizzazione
Sanjay era convinto che la limitazione demografica fosse l'unico modo per l'India di divenire una potenza mondiale.
Nell'aprile 1976, Karan Singh, ministro della salute, annunciò la "New Population Policy", un programma che mirava a ridurre sensibilmente l'incremento demografico e forniva incentivi a chiunque si fosse spontaneamente sottoposto ad un intervento di vasectomia o di chiusura delle tube. Questo progetto, grazie allo stato di emergenza si tradusse, di fatto, in una coercizione su larga scala, in molteplici abusi di potere e in decine di persone sterizzate a forza.
Centri mobili per la sterizzazione sorsero in varie città, spesso vicino agli slum. Vagabondi e senzatetto furono sterizzati contro la propria volontà dalla polizia e da sostenitori del governo.
Alcuni fra i membri del governo e della sezione giovanile del partito (tra cui la modella Ruksana Sultana, amica di Sanjay) si spesero come motivatori, pubblicizzando la sterilizzazione tra la popolazione.
Durante i primi cinque mesi di applicazione del programma, circa 3.7 milioni di persone furono sterilizzate.

### I tentativi di assassinio
Sanjay sopravvisse ad un tentativo di assassinio nel marzo del 1977. Uno sconosciuto sparò contro l'auto in cui viaggiava a sud di Delhi, durante la campagna elettorale. Secondo WikiLeaks, Sanjay riuscì a scampare a tre tentativi di assassinio.

### Il casoKissa Kursi Ka
Kissa Kursi Ka è un film satirico diretto da Amrit Nahata su Indira e Sanjay Gandhi, presentato alla commissione per la censura nell'aprile del 1975. Il film ridicolizzava i piani di produzione automobilistica di Sanjay, oltre ad alcuni sostenitori del Congresso come Swami Dhirendra Brahmachari, segretario privato di Indira, RK Dhawan e Ruksana Sultana.
Tutte le pellicole del film, in mano al governo, furono raccolte da Sanjay e da V. C. Shukla, ministro dell'informazione, portate nella fabbrica Maruti a Gurgaon e bruciate.
La Commissione Shah istituì un procedimento ai danni di Sanjay e Shukla per la distruzione delle pellicole. Il procedimento legale durò undici mesi. La corte emise la sentenza il 27 febbraio 1979. Sia Sanjay Gandhi sia Shukla furono condannati ad un mese di carcere. Il verdetto fu rovesciato in appello.

### Morte ed eredità
La mattina del 23 giugno 1980 Sanjay decollò dal Delhi Flying Club a bordo di un Pitts S-2A assieme al suo istruttore di volo. Durante alcune manovre acrobatiche, perse il controllo del velivolo e si schiantò su alcune abitazioni, morendo all'istante assieme all'istruttore. La madre Indira fu tra le prime persone a giungere nel luogo dell'incidente e accompagnò il figlio in ambulanza fino all'ospedale, dove venne ufficialmente dichiarato morto.
La morte di Sanjay indusse sua madre a puntare sul figlio maggiore, Rajiv, come proprio successore nella politica indiana. Dopo l'assassinio della stessa Indira, Rajiv le subentrò come Primo Ministro dell'India.
La vedova di Sanjay, Maneka, entrò a sua volta in politica e servì negli anni diversi governi. È ministro delle donne e dello sviluppo giovanile nel governo di Narendra Modi dal maggio 2014.